# Norton County
Norton County är ett administrativt område i delstaten Kansas, USA. År 2010 hade countyt 5 671 invånare. Den administrativa huvudorten (county seat) är Norton.

## Geografi
Enligt United States Census Bureau  har countyt en total area på 2 283 km². 2 274 km² av den arean är land och 9 km² är vatten.

### Angränsande countyn
- Furnas County, Nebraska - norr
- Harlan County, Nebraska - nordost
- Phillips County - öst
- Graham County - söder
- Sheridan County - sydväst
- Decatur County - väst

### Städer och samhällen
- Almena
- Clayton (delvis i Decatur County)
- Edmond
- Lenora
- Norton (huvudort)